# 丁罗升
丁羅升（發音：[ʔɗïŋ˧˧ laː˧˧ tʰaŋ˧˧]；1960年4月10日—），又譯作丁羅昇，越南政治人物，越南共產黨第十二屆中央政治局委員，曾任越南國家油氣集團黨委書記兼董事長和越南交通部部长和越共胡志明市市委書記。2016年1月，在越共十二屆中央委員會上當選中央政治局委員，2月任直轄市胡志明市市委書記。
2017年5月，丁罗升因涉及腐敗問題被撤職，转任越共中央经济部副部长。2018年1月22日，因對國家經濟管理不當，造成嚴重後果罪被河內市人民法院判處13年監禁，是越南統一以來被判刑的最高級官員。2021年，因牵涉其他罪案，丁罗升被加刑至30年，现正服刑中。